# Kościół Świętych Apostołów Piotra i Pawła w Sułowie
Kościół Świętych Apostołów Piotra i Pawła – rzymskokatolicki kościół parafialny należący do dekanatu Milicz archidiecezji wrocławskiej.
Początkowo w tym miejscu znajdował się kościół parafialny pw. Świętego Krzyża wybudowany w poł. XIV wieku, spalony przez husytów i odbudowany pod koniec XV w., rozebrany w 1730.
Obecna świątynia została zbudowana w stylu barokowym w latach 1731–1767, dzięki staraniom Josepha von Burghaus. Budowla była restaurowana w 1846 roku. Jest to świątynia posiadająca jedną nawę, wybudowana na planie krzyża, o konstrukcji szkieletowej. Od strony zachodniej jest umieszczona wieża o trzech kondygnacjach, posiadająca konstrukcję szkieletowo – ryglową. Na łamanym dachu znajduje się sygnaturka. We wnętrzu są umieszczone kondygnacje empor. Świątynia posiada także obraz „Pożegnanie św. Piotra i Pawła” z XVIII wieku znajdujący się w ołtarzu głównym oraz wyposażenie w stylu klasycystycznym z 1. połowy XIX wieku (należą do niego m.in. obrazy „Wyszydzanie Pana Jezusa”, „ Zwiastowanie”) oraz organy o 8 głosach wykonane w 1877 roku.